# Đội tuyển bóng đá quốc gia Belize
Đội tuyển bóng đá quốc gia Belize (tiếng Anh: Belize national football team) là đội tuyển cấp quốc gia của Belize do Liên đoàn bóng đá Belize quản lý.
Trận thi đấu quốc tế đầu tiên của đội tuyển Belize là trận gặp đội tuyển El Salvador là vào năm 1995. Đội đã một lần tham dự cúp Vàng CONCACAF là vào năm 2013. Tại giải năm đó, đội đã để thua cả ba trận trước Hoa Kỳ, Costa Rica, Cuba và dừng bước ở vòng bảng.

## Thành tích tại các giải đấu

### Giải vô địch thế giới
- 1930 đến 1986 - Không tham dự
- 1994 - Không tham dự
- 1998 đến 2022 - Không vượt qua vòng loại

### Cúp Vàng CONCACAF
| Cúp Vàng CONCACAF | Cúp Vàng CONCACAF        | Cúp Vàng CONCACAF        | Cúp Vàng CONCACAF        | Cúp Vàng CONCACAF        | Cúp Vàng CONCACAF        | Cúp Vàng CONCACAF        | Cúp Vàng CONCACAF        | Cúp Vàng CONCACAF        |
| Năm               | Vòng                     | Hạng                     | Pld                      | W                        | D                        | L                        | GF                       | GA                       |
| ----------------- | ------------------------ | ------------------------ | ------------------------ | ------------------------ | ------------------------ | ------------------------ | ------------------------ | ------------------------ |
| 1991 đến 1993     | Không tham dự            | Không tham dự            | Không tham dự            | Không tham dự            | Không tham dự            | Không tham dự            | Không tham dự            | Không tham dự            |
| 1996 đến 2002     | Không vượt qua vòng loại | Không vượt qua vòng loại | Không vượt qua vòng loại | Không vượt qua vòng loại | Không vượt qua vòng loại | Không vượt qua vòng loại | Không vượt qua vòng loại | Không vượt qua vòng loại |
| 2003              | Không tham dự            | Không tham dự            | Không tham dự            | Không tham dự            | Không tham dự            | Không tham dự            | Không tham dự            | Không tham dự            |
| 2005 đến 2011     | Không vượt qua vòng loại | Không vượt qua vòng loại | Không vượt qua vòng loại | Không vượt qua vòng loại | Không vượt qua vòng loại | Không vượt qua vòng loại | Không vượt qua vòng loại | Không vượt qua vòng loại |
| 2013              | Vòng bảng                | 12th                     | 3                        | 0                        | 0                        | 3                        | 1                        | 11                       |
| 2015 đến 2021     | Không vượt qua vòng loại | Không vượt qua vòng loại | Không vượt qua vòng loại | Không vượt qua vòng loại | Không vượt qua vòng loại | Không vượt qua vòng loại | Không vượt qua vòng loại | Không vượt qua vòng loại |
| Tổng cộng         | 1 lần vòng bảng          | 1/13                     | 3                        | 0                        | 0                        | 3                        | 1                        | 11                       |

### Cúp bóng đá UNCAF
| Năm           | Thành tích    | Thứ hạng      | GP            | W             | D             | L             | GF            | GA            |
| ------------- | ------------- | ------------- | ------------- | ------------- | ------------- | ------------- | ------------- | ------------- |
| 1991 đến 1993 | Không tham dự | Không tham dự | Không tham dự | Không tham dự | Không tham dự | Không tham dự | Không tham dự | Không tham dự |
| 1995          | Vòng bảng     | 6th           | 2             | 0             | 0             | 2             | 1             | 5             |
| 1997          | Vòng sơ loại  | 7th           | 2             | 0             | 1             | 1             | 1             | 2             |
| 1999          | Vòng bảng     | 6th           | 2             | 0             | 0             | 2             | 1             | 12            |
| 2001          | Vòng bảng     | 6th           | 2             | 0             | 1             | 1             | 3             | 7             |
| 2003          | Không tham dự | Không tham dự | Không tham dự | Không tham dự | Không tham dự | Không tham dự | Không tham dự | Không tham dự |
| 2005          | Vòng bảng     | 7th           | 3             | 0             | 0             | 3             | 0             | 7             |
| 2007          | Vòng bảng     | 7th           | 3             | 0             | 0             | 3             | 3             | 7             |
| 2009          | Vòng bảng     | 7th           | 3             | 0             | 1             | 2             | 3             | 7             |
| 2011          | Vòng bảng     | 7th           | 3             | 0             | 1             | 2             | 3             | 8             |
| 2013          | Hạng tư       | 4th           | 5             | 1             | 1             | 3             | 2             | 4             |
| 2014          | Vòng bảng     | 7th           | 3             | 0             | 0             | 3             | 1             | 6             |
| 2017          | Vòng bảng     | 6th           | 5             | 0             | 1             | 4             | 2             | 10            |
| Tổng cộng     | 1 lần hạng tư | 10/13         | 30            | 1             | 6             | 23            | 19            | 69            |

## Đội hình
23 cầu thủ dưới đây được triệu tập tham dự vòng loại World Cup 2022 gặp Nicaragua vào tháng 6 năm 2021.

Số liệu thống kê tính đến ngày 4 tháng 6 năm 2021 sau trận gặp Nicaragua.

| Số | VT | Cầu thủ                    | Ngày sinh (tuổi)  | Trận | Bàn | Câu lạc bộ              |
| -- | -- | -------------------------- | ----------------- | ---- | --- | ----------------------- |
| -  | TM | Woodrow West               | 19 tháng 9, 1985  | 42   | 0   | Verdes FC               |
| 1  | TM | Charles Tillett            | 29 tháng 7, 2001  | 1    | 0   | Verdes FC               |
| 12 | TM | Isaac Castillo             | 25 tháng 1, 2003  | 0    | 0   | Capital United FC       |
|    |    |                            |                   |      |     |                         |
| 7  | HV | Ian Gaynair                | 26 tháng 2, 1986  | 56   | 2   | Belmopan Bandits        |
| -  | HV | Evral Trapp                | 22 tháng 1, 1987  | 36   | 0   | Verdes FC               |
| 3  | HV | Norman Anderson            | 25 tháng 1, 1997  | 8    | 0   | Verdes FC               |
| -  | HV | Collin Westby              | 19 tháng 2, 1995  | 4    | 0   | Verdes FC               |
| -  | HV | Asrel Sutherland           | 8 tháng 3, 1993   | 3    | 0   | San Pedro Pirates FC    |
| 8  | HV | Deshawon Nembhard          | 8 tháng 10, 1994  | 3    | 1   | Charleston Battery      |
| -  | HV | José Urbina                | 13 tháng 2, 1995  | 1    | 0   | Altitude FC             |
| 6  | HV | Jordan Casanova            | 30 tháng 4, 2004  | 1    | 0   | San Pedro Pirates FC    |
| 23 | HV | Donel Arzu                 | 27 tháng 9, 1999  | 1    | 0   | Wagiya SC               |
|    |    |                            |                   |      |     |                         |
| -  | TV | Andrés Makin               | 11 tháng 4, 1992  | 25   | 0   | Belmopan Bandits        |
| 15 | TV | Denmark Casey Jr.          | 14 tháng 1, 1994  | 20   | 1   | Verdes FC               |
| 21 | TV | Nana Mensah                | 19 tháng 1, 1989  | 19   | 0   | Michigan Stars FC       |
| 16 | TV | Jordy Polanco              | 8 tháng 6, 1996   | 15   | 0   | Verdes FC               |
| -  | TV | Nahjib Guerra              | 18 tháng 8, 1994  | 10   | 0   | Verdes FC               |
| 5  | TV | Ean Lewis                  | 25 tháng 2, 1991  | 5    | 1   | Belize Defence Force FC |
| -  | TV | Tony Rocha                 | 21 tháng 8, 1993  | 3    | 0   | New York City FC        |
| 17 | TV | Darrel Myvett              | 15 tháng 12, 1993 | 3    | 0   | Verdes FC               |
| -  | TV | Angelo Capello             | 27 tháng 1, 2002  | 2    | 0   | Sheffield United U23s   |
| -  | TV | Jesse Smith                | 24 tháng 11, 1991 | 1    | 0   | San Pedro Pirates FC    |
| 13 | TV | Izon Gill                  | 27 tháng 12, 1999 | 1    | 0   | Verdes FC               |
| 14 | TV | Jahlin Pelayo              | 29 tháng 8, 2001  | 0    | 0   | Belmopan Bandits        |
|    |    |                            |                   |      |     |                         |
| 9  | TĐ | Deon McCaulay (đội trưởng) | 20 tháng 9, 1987  | 56   | 27  | Georgia Revolution      |
| -  | TĐ | Michael Salazar            | 15 tháng 11, 1992 | 15   | 2   | Memphis 901 FC          |
| 20 | TĐ | Krisean Lopez              | 2 tháng 11, 1998  | 13   | 3   | Verdes FC               |
| -  | TĐ | Carlos Bernárdez           | 28 tháng 12, 1992 | 6    | 2   | Platense                |
| 19 | TĐ | Gilroy Thurton             | 7 tháng 9, 1993   | 4    | 0   | Wagiya SC               |
| -  | TĐ | Jesse August               | 22 tháng 1, 1994  | 2    | 1   | Altitude FC             |
| -  | TĐ | Desmond Wade               | 31 tháng 8, 1997  | 1    | 0   | Belize Defence Force FC |
| -  | TĐ | Jonard Castillo            | 11 tháng 12, 1999 | 0    | 0   | Wagiya SC               |
| -  | TĐ | Carlos Gonzalez            | 27 tháng 7, 1999  | 0    | 0   | Belmopan Bandits        |

### Triệu tập gần đây
| Vt | Cầu thủ       | Ngày sinh (tuổi) | Số trận | Bt | Câu lạc bộ       | Lần cuối triệu tập                               |
| -- | ------------- | ---------------- | ------- | -- | ---------------- | ------------------------------------------------ |
| TM | Eithon Wagner | 2 tháng 5, 1990  | 0       | 0  | Police United FC | v. Quần đảo Turks và Caicos; 30 tháng 3 năm 2021 |
|    |               |                  |         |    |                  |                                                  |
| HV | Mike Atkinson | 2 tháng 12, 1994 | 6       | 0  | North Leigh      | v. Quần đảo Turks và Caicos; 30 tháng 3 năm 2021 |
|    |               |                  |         |    |                  |                                                  |
| TV | Johny El Zein | 24 tháng 3, 1992 | 0       | 0  | Aris Limassol    | v. Quần đảo Turks và Caicos; 30 tháng 3 năm 2021 |
|    |               |                  |         |    |                  |                                                  |